# ウクライナ無人システム部隊
ウクライナ無人システム部隊（ウクライナむじんシステムぶたい、ウクライナ語: Сили безпілотних систем Збройних сил України、略称СБС）は、ウクライナ軍において無人航空機（ドローン）や無人艇の運用に特化した兵科のちに軍種。日本語メディアでは（ウクライナ）無人兵器軍、無人システム軍とも呼ばれる。2022年に始まったロシアからの侵攻を迎え撃つウクライナ軍は各種無人兵器を開発・投入しており、2024年に世界初の専門軍種を発足させた。

## 歴史
2024年2月6日にウクライナの大統領ウォロディミル・ゼレンスキーがビデオ演説でウクライナ無人機軍の新設に関する大統領令に署名したと発表した。ロシアのウクライナ侵攻に対して無人兵器を効果的に使用するため、専門部隊を編成した。
2024年6月25日、ゼレンスキー大統領は国家安全保障・国防会議が定めたウクライナ軍の無人システム部隊創設に関する決定を承認した。これにより陸軍、海軍、空軍、空中機動軍、特殊作戦軍、海兵隊に次ぐ7番目の独立軍種に昇格した。これに先立ち2024年6月10日、無人システム運用担当のウクライナ軍副司令官ヴァディム・スハレフスキー大佐が無人システム部隊司令官に正式に任命された。
2024年9月3日、ウクライナ最高議会は、軍の独立部門に無人システム部隊を含めることを規定する法律第11507号を採択した。
ウクライナでは正規軍以外に、ウクライナ保安庁（SBU）が特殊作戦や情報収集向けにドローンを開発・運用しており、2025年6月1日にはロシア本土奥深くの空軍基地などを標的に、ドローンによる大規模奇襲を実施した（蜘蛛の巣作戦）。

## 組織
- 無人システム部隊司令部（キーウ）
  -  第59独立強襲旅団
  -  第9独立無人システム旅団
  -  第14独立無人航空機システム連隊
  -  第412独立無人システム大隊「ネメシス」[2][12]
  -  第413独立無人システム大隊「レイド」（ウクライナ語版）[13]
  -  第419独立無人システム大隊
  -  第420独立無人システム大隊
  -  第423独立無人システム大隊[14]
  -  第424独立無人システム大隊[15]
  -  フライングスカル大隊[16]
  -  第93独立支援大隊[17]
  - 第230独立兵站大隊
  -  第190訓練所